# Larry Coryell
Larry Coryell (Galveston, 2 april 1943 – New York, 19 februari 2017) was een Amerikaans fusiongitarist.

## Biografie
Coryell was een van de grootste meesters op jazzgitaar. Hij nam meer dan 70 albums op in de afgelopen 35 jaar als bandleider en componist.
Hij probeerde tal van instrumenten voordat hij overstapte op de gitaar. Zijn voornaamste invloeden werden Chet Atkins, Chuck Berry en Wes Montgomery.
Hij verving in 1965 Gabor Szabo in het kwintet van  jazzdrummer Chico Hamilton op het album The Dealer. Hij zat in 1966 in zijn eigen band, genaamd Free Spirits. Zij speelden een mengeling van psychedelische rock en jazz. Eind jaren 60 en begin jaren 70 werd Coryell een van de meest gevraagde gitaristen in rock, jazz en andere muziekgenres. Gedurende die tijd deed hij mee met diverse rocksessies met onder anderen Jack Bruce, Jimmy Webb, The 5th Dimension, Charles Mingus, Billy Cobham, Chick Corea en John McLaughlin. De albums die hij in die tijd produceerde werden een mengeling van rock, jazz, Oosterse toonladders en een vrije vorm van improvisatie van klassieke riffs.
In 1974 formeerde Larry Coryell The Eleventh House, de populaire fusionband in die tijd. De band bestond uit onder anderen zijn goede vriend Randy Brecker, die trompet speelde. The Eleventh House werd later ontbonden en Coryell werd gecontracteerd door de bekende Clive Davis voor zijn platenmaatschappij Arista Records. Daar maakte Coryell diverse soloalbums. Ook maakte hij furore op de akoestische gitaar. Eind jaren 70 ging hij samen met John McLaughlin en Paco de Lucia toeren door onder andere Europa om zijn snelle solo's op de akoestische gitaar aan het publiek te tonen.
Coryell nam nog steeds albums op en was ook vaak op tournee.
Op 19 februari 2017 overleed hij onverwacht in zijn slaap.

## Discografie

### Albums
| Album met eventuele hitnotering(en) in de Nederlandse Album Top 100 | Datum van verschijnen | Datum van binnenkomst | Hoogste positie | Aantal weken | Opmerkingen                                                       |
| ------------------------------------------------------------------- | --------------------- | --------------------- | --------------- | ------------ | ----------------------------------------------------------------- |
| Free Spirit                                                         | 1967                  | -                     |                 |              |                                                                   |
| Coryell                                                             | 1969                  | -                     |                 |              |                                                                   |
| Lady Coryell                                                        | 1969                  | -                     |                 |              |                                                                   |
| Spaces                                                              | 1970                  | -                     |                 |              | met John McLaughlin, Billy Cobham, Miroslav Vitous en Chick Corea |
| Fairyland                                                           | 1971                  | -                     |                 |              | Livealbum van Montreux Jazz Festival                              |
| Barefoot Boy                                                        | 1971                  | -                     |                 |              |                                                                   |
| Larry Coryell at the Village Gate                                   | 1971                  | -                     |                 |              | met Melvyn Bronson en Harry Wilkinson                             |
| Offering                                                            | 1972                  | -                     |                 |              | met Harry Wilkinson, Melvyn Bronson, Steve Marcus en Mike Mandel  |
| Introducing Larry Coryell & The 11th House                          | 1972                  | -                     |                 |              |                                                                   |
| The Real Great Escape                                               | 1973                  | -                     |                 |              |                                                                   |
| At Montreux -1974 [live]                                            | 1974                  | -                     |                 |              | Livealbum                                                         |
| The Restful Mind                                                    | 1974                  | -                     |                 |              | met Ralph Towner, Glen Moore en Collin Walcott                    |
| Level One                                                           | 1974                  | -                     |                 |              |                                                                   |
| Planet End                                                          | 1975                  | -                     |                 |              |                                                                   |
| The Other Side of Larry Coryell                                     | 1975                  | -                     |                 |              |                                                                   |
| Aspects                                                             | 1976                  | -                     |                 |              |                                                                   |
| The Lion and the Ram                                                | 1976                  | -                     |                 |              |                                                                   |
| Twin House                                                          | 1976                  | -                     |                 |              | met Philip Catherine                                              |
| Two for the Road                                                    | 1976                  | -                     |                 |              | met Steve Khan                                                    |
| Back Together Again                                                 | 1977                  | -                     |                 |              | met Alphonse Mouzon                                               |
| Live in Europe                                                      | 1977                  | -                     |                 |              |                                                                   |
| Difference                                                          | 1978                  | -                     |                 |              |                                                                   |
| Standing Ovation                                                    | 1978                  | -                     |                 |              |                                                                   |
| European Impressions [live]                                         | 1978                  | -                     |                 |              | Livealbum                                                         |
| Tributaries                                                         | 1978                  | -                     |                 |              |                                                                   |
| Better Than Live                                                    | 1978                  | -                     |                 |              |                                                                   |
| Splendid                                                            | 1978                  | -                     |                 |              | met Philip Catherine                                              |
| Return                                                              | 1979                  | -                     |                 |              |                                                                   |
| Free Smile                                                          | 1979                  | -                     |                 |              |                                                                   |
| Young Django                                                        | 1979                  | -                     |                 |              | met Stephane Grappelli                                            |
| Boléro                                                              | 1981                  | -                     |                 |              |                                                                   |
| Bolero/Sheherazade                                                  | 1982                  | -                     |                 |              |                                                                   |
| Larry Coryell - Michael Urbaniak Duo                                | 1982                  | -                     |                 |              |                                                                   |
| Larry Coryell Bolero                                                | 1982                  | -                     |                 |              |                                                                   |
| A Quiet Day in Spring                                               | 1983                  | -                     |                 |              |                                                                   |
| Comin' Home                                                         | 1984                  | -                     |                 |              |                                                                   |
| Just Like Being Born                                                | 1984                  | -                     |                 |              |                                                                   |
| L' Oiseau De Feu (Firebird)/Petrouchka                              | 1984                  | -                     |                 |              |                                                                   |
| Equipoise                                                           | 1985                  | -                     |                 |              |                                                                   |
| Together                                                            | 1985                  | -                     |                 |              |                                                                   |
| Le Sacre du Printemps                                               | 1986                  | -                     |                 |              |                                                                   |
| Toku Do                                                             | 1987                  | -                     |                 |              |                                                                   |
| American Odyssey                                                    | 1989                  | -                     |                 |              |                                                                   |
| Shining Hour                                                        | 1989                  | -                     |                 |              | Label: 32 Jazz                                                    |
| Shining Hour                                                        | 1989                  | -                     |                 |              |                                                                   |
| Coryell Plays Ravel & Gershwin                                      | 1990                  | -                     |                 |              |                                                                   |
| Dragon Gate                                                         | 1990                  | -                     |                 |              |                                                                   |
| Twelve Frets to One Octave                                          | 1991                  | -                     |                 |              |                                                                   |
| Live from Bahia [1992]                                              | 1992                  | -                     |                 |              |                                                                   |
| Fallen Angel                                                        | 1993                  | -                     |                 |              |                                                                   |
| I'll Be over You                                                    | 1994                  | -                     |                 |              |                                                                   |
| Sketches of Coryell                                                 | 1996                  | -                     |                 |              |                                                                   |
| Spaces Revisited                                                    | 1997                  | -                     |                 |              |                                                                   |
| Cause and Effect                                                    | 1998                  | -                     |                 |              | met Steve Smith, Tom Coster en Victor Wooten                      |
| Monk, 'Trane, Miles & Me                                            | 1999                  | -                     |                 |              | met John Hicks, Willie Williams, Santi Debriano en Yoron Israel   |
| Private Concert [live]                                              | 1999                  | -                     |                 |              | Livealbum                                                         |
| Coryells                                                            | 2000                  | -                     |                 |              |                                                                   |
| New High                                                            | 2000                  | -                     |                 |              |                                                                   |
| Inner Urge                                                          | 2001                  | -                     |                 |              |                                                                   |
| Count's Jam Band Reunion                                            | 2001                  | -                     |                 |              | met Steve Marcus                                                  |
| Moonlight Whispers                                                  | 2002                  | -                     |                 |              |                                                                   |
| Cedars of Avalon                                                    | 2002                  | -                     |                 |              |                                                                   |
| Gypsy Blood and Voodoo Crossing                                     | 2002                  | -                     |                 |              | Jimi Hendrix tribuut met Paul Santa Maria                         |
| Birdfingers                                                         | 2002                  | -                     |                 |              |                                                                   |
| Inner City Blues P                                                  | 2002                  | -                     |                 |              |                                                                   |
| Live from Bahia [2002]                                              | 2002                  | -                     |                 |              |                                                                   |
| The Power Trio: Live in Chicago                                     | 2003                  | -                     |                 |              |                                                                   |
| Shining Hour                                                        | 2003                  | -                     |                 |              | Label: Savoy Jazz                                                 |
| Tricycles                                                           | 2004                  | -                     |                 |              |                                                                   |
| Electric                                                            | 2005                  | -                     |                 |              | CBW (Lenny White, Victor Bailey)                                  |
| Joy Spring: The Swingin' Side of Larry Coryell                      | 2005                  | -                     |                 |              |                                                                   |
| Traffic                                                             | 2006                  | -                     |                 |              | CBW (Lenny White, Victor Bailey)                                  |
| Larry Coryell with the Wide Hive Players                            | 2011                  | -                     |                 |              |                                                                   |
| Montgomery                                                          | 2011                  | -                     |                 |              | Patuxent Records                                                  |
| Duality                                                             | 2011                  | -                     |                 |              | Random Acts Records                                               |